# The Call (bài hát của Backstreet Boys)
"The Call" là bài hát của Backstreet Boys, được phát hành tháng 2 năm 2001 như đĩa đơn thứ hai từ album Black & Blue.

## Danh sách track
- European maxi single[1]

1. "The Call" (Radio Version) – 3:24
2. "Shape of My Heart" (Soul Solution Radio Mix) – 2:56
3. "Shape of My Heart" (Soul Solution Club Mix) – 7:03

- The Call (Remixes) European maxi single[2]

1. "The Call" (Radio Version) – 3:24
2. "The Call" (Fragma Remix) – 6:05
3. "The Call" (Tom Novy Remix) – 6:16
4. "The Call" (Neptunes Remix with Pharrell and Clipse) - 3:56
5. "The Call" (Kruger Mix) – 5:22
6. "The Call" (Thunderpuss Radio Edit) – 3:10
7. "The Call" (Thunderpuss Club Mix) – 8:26
8. "The Call" (Thunderdub) – 8:03

- The Call (Neptunes Remixes) 12" promo single[3]

1. "The Call" (Neptunes Remix with Rap) – 3:53
2. "The Call" (Remix Without Rap) – 3:55
3. "The Call" (Earthone III Remix) – 3:43

## Bảng xếp hạng

### Bảng xếp hạng hàng tuần
| Bảng xếp hạng (2001)               | Vị trí cao nhất |
| ---------------------------------- | --------------- |
| Úc (ARIA)                          | 19              |
| Áo (Ö3 Austria Top 40)             | 23              |
| Bỉ (Ultratop 50 Flanders)          | 30              |
| Bỉ (Ultratip Wallonia)             | 6               |
| Canada CHR (Nielsen BDS)           | 4               |
| Croatia (HRT)                      | 8               |
| Phần Lan (Suomen virallinen lista) | 15              |
| Đức (GfK)                          | 17              |
| Ireland (IRMA)                     | 17              |
| Ý (FIMI)                           | 6               |
| Hà Lan (Dutch Top 40)              | 9               |
| Hà Lan (Single Top 100)            | 9               |
| New Zealand (Recorded Music NZ)    | 19              |
| Na Uy (VG-lista)                   | 8               |
| Poland (Music & Media)             | 4               |
| Poland (Polish Airplay Charts)     | 7               |
| Portugal (AFP)                     | 10              |
| Romania (Romanian Top 100)         | 1               |
| Scotland (OCC)                     | 8               |
| Tây Ban Nha (PROMUSICAE)           | 2               |
| Thụy Điển (Sverigetopplistan)      | 5               |
| Thụy Sĩ (Schweizer Hitparade)      | 30              |
| Anh Quốc (OCC)                     | 8               |
| Anh Quốc Indie (OCC)               | 1               |
| Hoa Kỳ Billboard Hot 100           | 52              |
| Hoa Kỳ Pop Airplay (Billboard)     | 19              |

### Bảng xếp hạng cuối năm
| Bảng xếp hạng (2001)       | Vị trí |
| -------------------------- | ------ |
| Sweden (Sverigetopplistan) | 50     |
| UK Singles (OCC)           | 182    |

## Chứng nhận
| Quốc gia                                  | Chứng nhận | Số đơn vị/doanh số chứng nhận |
| ----------------------------------------- | ---------- | ----------------------------- |
| Đan Mạch (IFPI Đan Mạch)                  | Bạch kim   | 8.000^                        |
| ^ Chứng nhận dựa theo doanh số nhập hàng. |            |                               |